# 風格主義

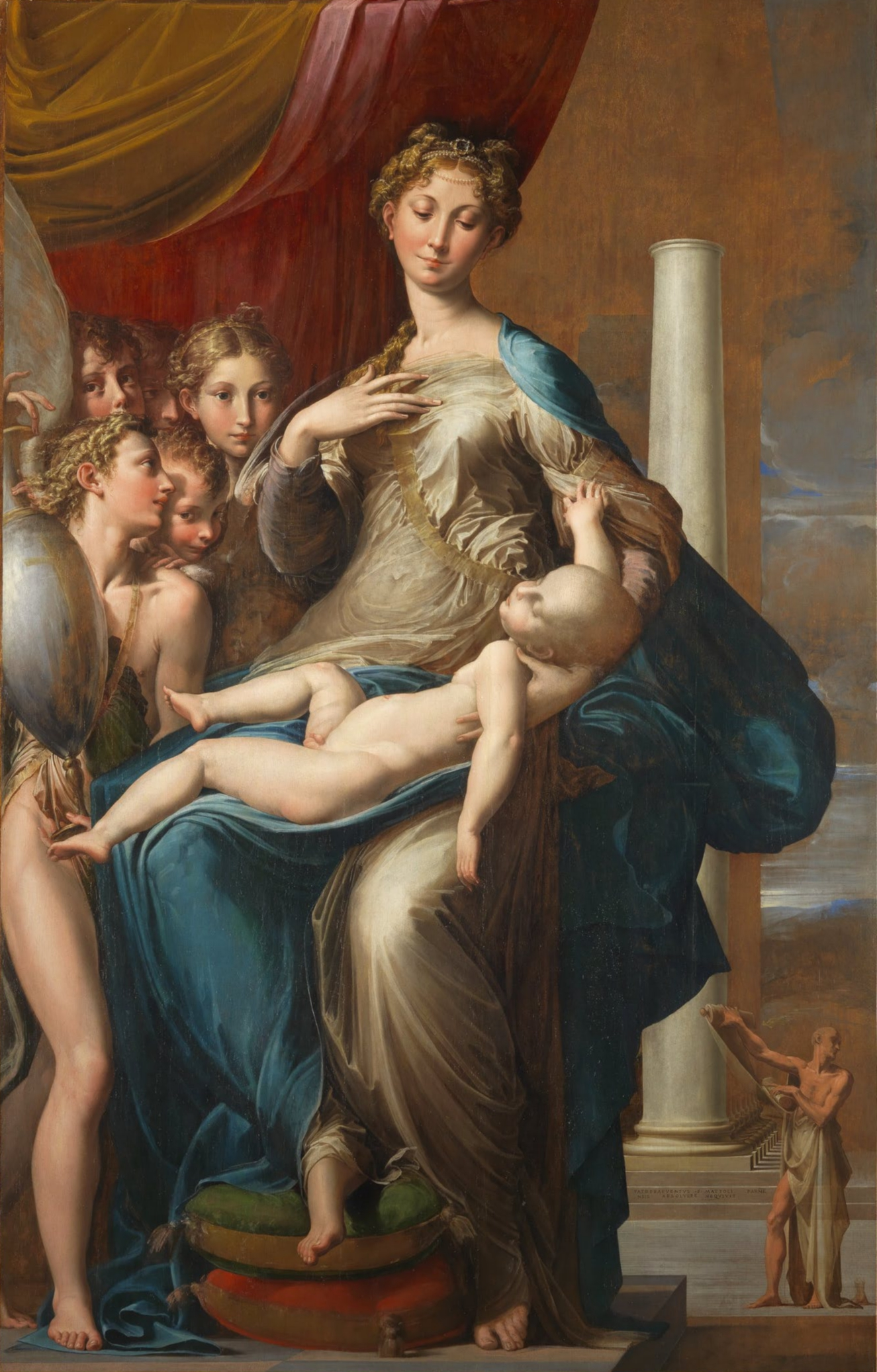
《長脖子的聖母瑪利亞》（Madonna with the Long Neck），帕米賈尼諾（Parmigianino），約1534-1540。在風格主義的畫作中都有著瘦長的比例、虛假的姿態、和夸张的透視畫法。

風格主義（Mannerism），又称矯飾主義、手法主義，是一種在16世紀晚期欧洲出現的藝術風格。風格主義一词最早缘于瓦萨里的著作《艺苑名人传》，他用“grande maniera”等詞來描述文艺复兴三杰米开朗基罗、达芬奇和拉斐尔的风格，認為他們超越了希腊古罗马时期的前人在艺术领域的研究。后来风格主义则慢慢带有贬义，指将文艺复兴时期的宗旨： 和谐，理想美，对称比例这三点本质撇弃，模仿这三大家，或是刻意炫耀技能的一种风格。1517年，马丁·路德发表《九十五條論綱》成为宗教改革的导火索，改革如火如荼进行着，天主教也从这个不可逆的改革事件得到教训进行反省和检讨，之后组织了一轮1545-1563年反宗教大会--特伦托大会，在这次大会上规范了艺术领域里的设计手法，或是绘画领域或是建筑领域进行一系列的规范措施。
16世紀晚期西歐美術史、建築史、設計史的基本現象之一就是對此前文藝復興全盛期在和諧方面日益趨於完善的秩序世界進行瓦解，除去風格主義與手法主義外，其他譯名過於意譯，易引起誤解。該術語自從被提出後就經歷了不斷變化，它有時被認為是指盛期文藝復興古典主義的一種衰落或反動，有時又指連接盛期文藝復興和17世紀巴洛克艺术之間一個橋樑。至今“手法主義”在學術界仍未有一個被普遍認可的精確定義，但用它籠統指大約在1525－1580年之間偏離文藝復興設計的和諧之美的一種傾向。從設計藝術自身的角度來看，手法主義可能源于一些年輕藝術家採取別樣的方式超越前人的嘗試；從社會原因看，則與當時的宗教改革與反宗教改革運動等社會大環境的變動引起人們心理狀態的變化相關。

## 名稱
如同後來的現代主義一詞，手法主義一詞是少數幾種主動自稱的藝術流派。「矯飾主義」（Mannerism，或譯「風格主義」）這一詞原先來自義大利文maniera，引申為一種「有意為之」的作風。
「風格主義」一詞在第一次世界大戰爆發前浮上檯面，最初開始於藝術歷史學家們在藝術稱呼上的爭論。德國藝術歷史學家海因里希·沃爾夫林（Heinrich Wölfflin）首先使用這一詞以形容義大利16世紀時那些無法被分類的藝術作品、那種在後來將另一種「風格」的文藝復興引進了法國的風格，既不是文藝復興也不是巴洛克的風格。在英國的藝術歷史學家看來，手法主義相當難以分類；也幾乎沒有影響到主流的藝術，它的定義也相當模糊。
但是在歷史角度上，手法主義一詞很常被用以形容在文藝復興晚期（1550年-1580年）出現的一種潮流，這個潮流在當時藉由瘦長的形式、誇大的風格、不平衡的姿勢來描繪人類和動物，以此產生戲劇化和強而有力的影像。甚至連米开朗基罗也曾被稱為手法主義者—他晚期的作品中馬匹和人類的外形的確近乎於失去平衡的樣子。在當時意大利混亂的局勢下，手法主義成為一種以鼓舞人心和虔誠為目標的藝術流派。

## 歷史

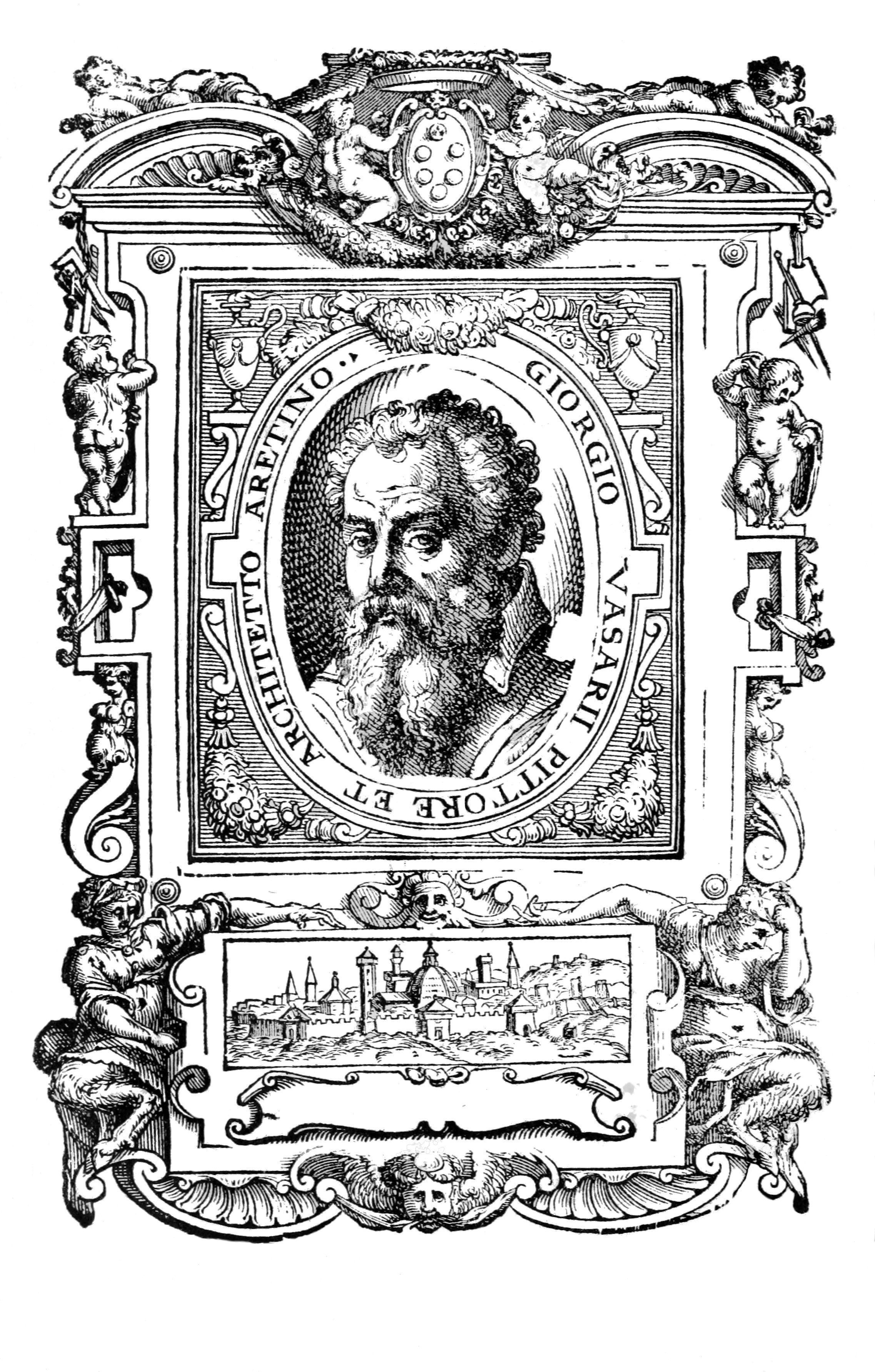
《艺苑名人传》的卷頭插畫，1568年。

風格主義畫家乔治·瓦萨里在其名著《艺苑名人传》的卷頭插畫（見右圖）展現的雕刻結構，在英語系國家被稱為「詹姆斯風格」（Jacobean）。在這幅畫中，受到了米開朗基羅的美第奇墓碑（Medici tombs）中反建築式的頂端特色的影響，在如紙一般薄的框架裡，以酒神的裸體佈滿框架。並以佛羅倫斯的蔓藤花樣裝飾框架，類似紙張和羊皮紙的材料被剪裁、伸直並加以扇型化，成為螺旋型的裝飾（cartoccia），這種設計看起來相當不自然，頂端的罈子又以大量在實際上不可能排列出的人工的「自然」細節加以裝飾，於是整體看來便成為了一種形式：風格主義。
瓦薩里在一本研究捲頭插畫的書中，經由讚揚一些同類型的藝術家而透露了他自身對藝術創作的「藝術」看法：他相信若要畫出好的作品，畫家必須有著優雅、豐富的創造力（invenzione）、經由專業的方法描繪（maniera）、在完成的作品中顯現智慧和努力，所有的標準都強調畫家的才智和贊助者的鑑賞力。如此一來畫家便不再是當地的一名工匠，而已準備好能呈現出學者、詩人、人文學家的一面，同時贊助者也需有著優雅而具深度的鑑賞力。瓦薩里的贊助人美第奇家族的圖案就描繪在肖像的頂端，彷彿他們就是畫家本身一般。

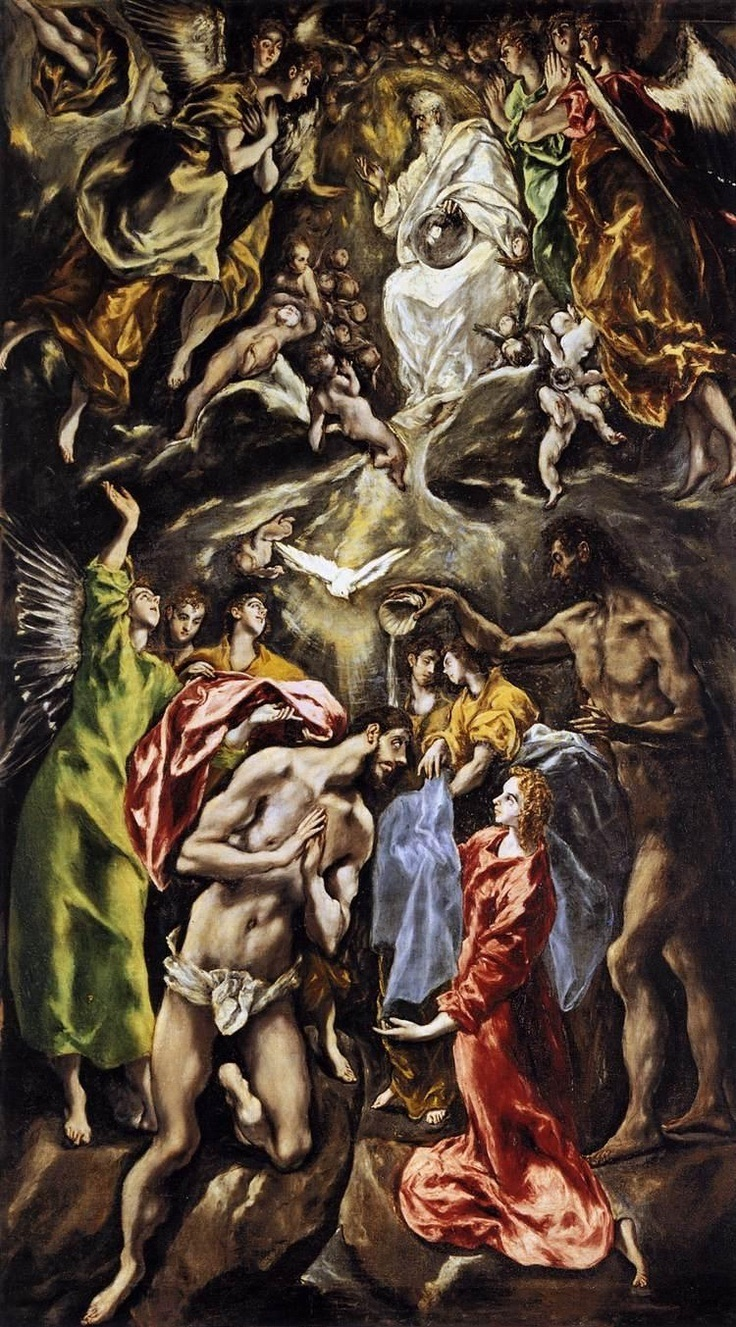
《洗禮》（Baptism），葛雷柯所繪。

手法主義通常與文藝復興全盛時期的藝術習慣相反。這並非是因為畫家們對無法達成拉斐爾式的平衡性和即時性感到絕望才改變風格，而是因為這種平衡性已經不再符合當時的氣氛和潮流了。手法主義在拉斐爾的兩位學徒—朱利奧·羅馬諾（Giulio Romano）和安德烈亞·德爾·薩爾托（Andrea del Sarto）的發展下逐漸成熟，安德利亞·德爾·薩爾托的畫室也培養出了標準的手法主義畫家蓬托莫（Pontormo）和羅索·菲倫蒂諾（Rosso Fiorentino）。
在文藝復興全盛時期，當古典主義對人體的寫實描繪和透視法已經達到巔峰的程度後，一些畫家開始刻意地將畫面的結構扭曲，產生非理性的情感和藝術空間。格雷考也被一些人認為是風格主義的畫家（見左圖），不過格雷考在畫中也表達出獨特的個人特色，而不僅是畫面的扭曲設計，在他的畫中也可以感覺出「酸性」的色調，他描繪的人物顯得瘦長而飽受扭曲，非理性的透視畫法和讓人窒息的光線、擁擠的構圖，讓觀看者感覺朦朧而煩惱。
羅馬、佛羅倫斯和曼圖亞是手法主義發展的中心。威尼斯人的繪畫則在不同的「學校」中發展出各自的獨特風格，以提香的繪畫生涯為代表。
在吉安·保羅·洛馬佐（Gian Paolo Lomazzo）的著作《論繪畫的藝術》（Trattato dell'arte della pittura）和《雕塑與建築》（scoltura et architettura）中，更能讓了解到手法主義畫家們的藝術直覺與他們的作品間的聯繫，這兩件作品也引導了一部分現代文明對「禮儀」的概念。文藝復興繼承了一部分中世紀前的古代禮儀概念，手法主義則更進一步的發揮，調和了繪畫雕刻與事物內部功能的和諧狀態，使其能適當的作為裝飾用途。洛馬佐這些有系統的美學體系成為了16世紀後期典型的藝術形式和學院特徵。與其他時代的藝術風格相比，手法主義的繪畫往往意境深奧而難以解讀。

## 風格主義的代表作品

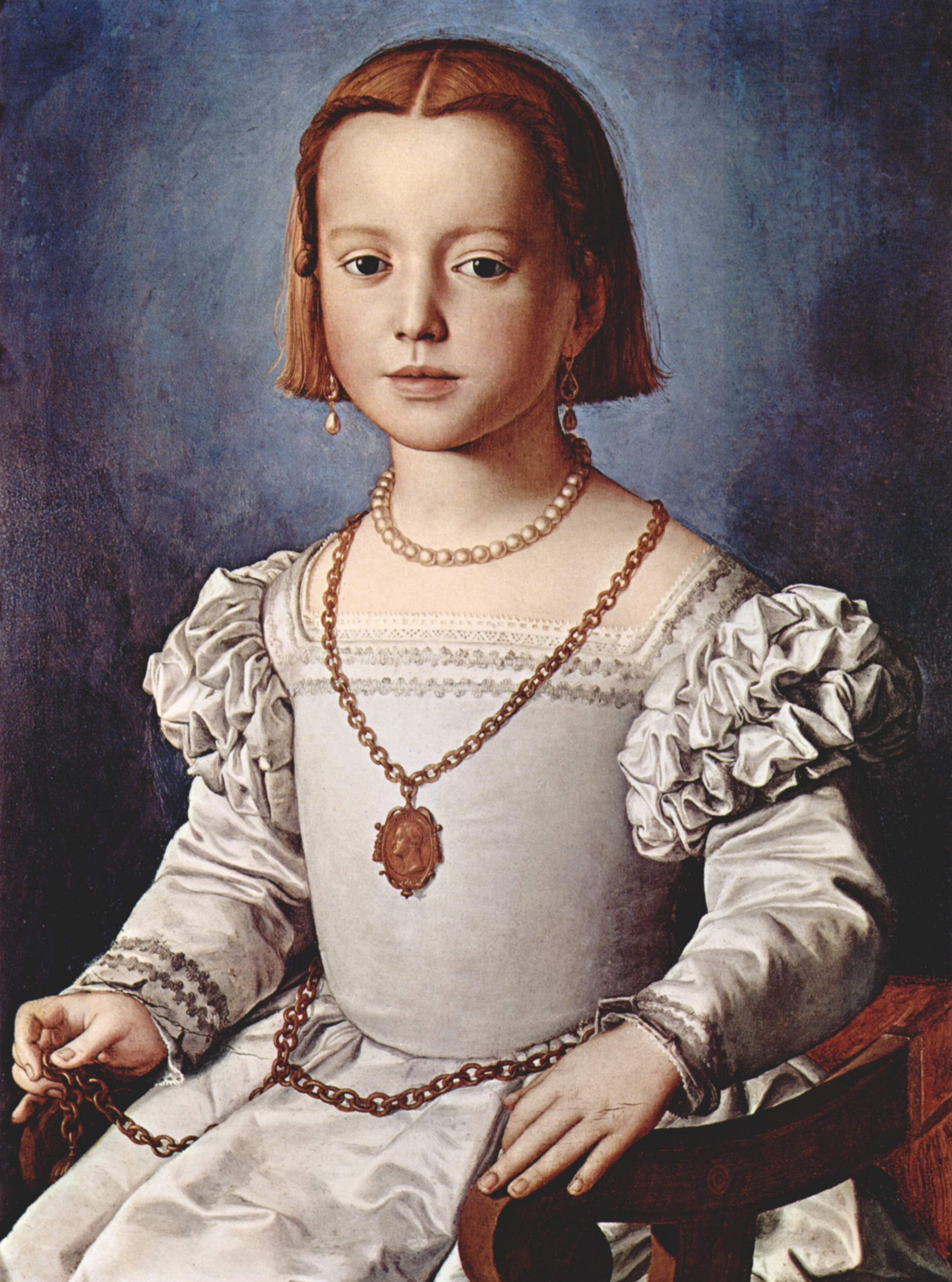
布龍齊諾所繪的風格主義肖像畫都有著质华而淡然的神情，继承自拉斐尔的寫實畫法和极其精细的服饰细节。

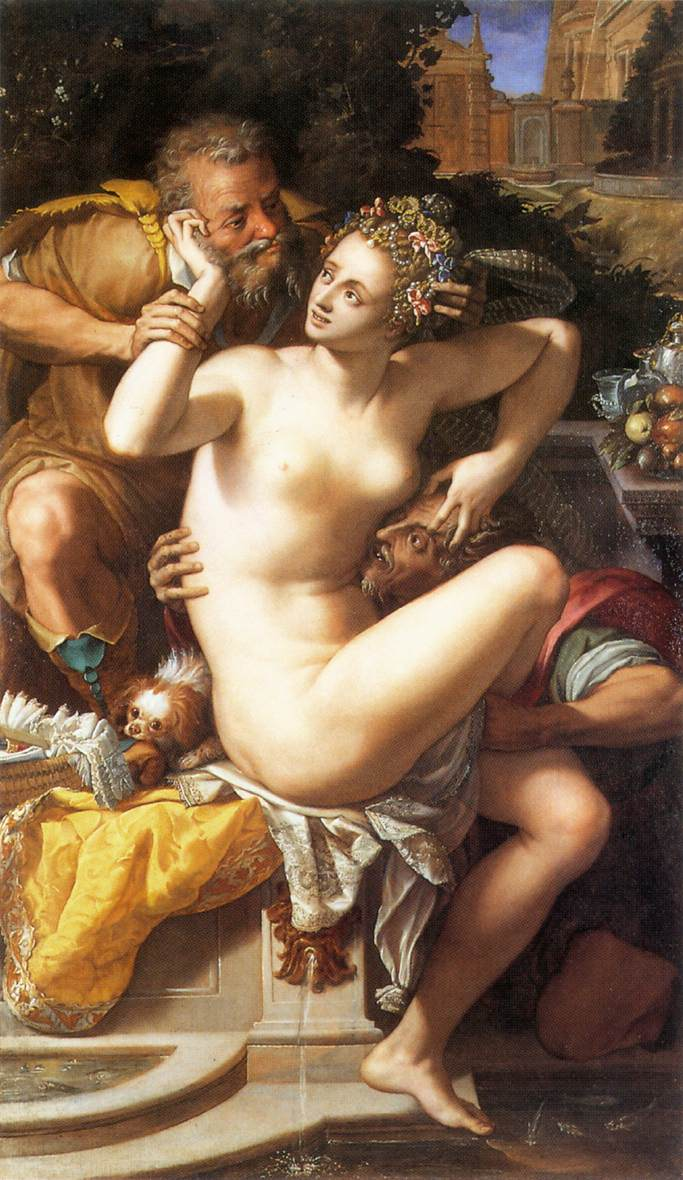
《蘇珊娜和老人》，Alessandro Allori(1535 - 1607)所繪。以蒼白而帶有色情意味的人物加上燦爛的靜物細節，畫面显得极其有戏剧张力。

蓬托莫的《約瑟夫在埃及》（Joseph in Egypt）一畫中采取了中世纪宗教绘画的叙事方式仿佛回到哥特风格，在一幅画面中多时空表现描繪聖經中約瑟的故事。掷地有声抛出风格主义之旗帜。
布龍齊諾（Agnolo Bronzino）所繪的這幅（見左圖）表情中立的肖像畫，在模特兒和觀看者之間建立起一道沉默而神秘的屏障，她身上穿戴的華麗紡織品的圖案和光澤则经过了细致描绘。
丁托列多（Tintoretto）在《最後晚餐》中將耶穌和桌子遠離房間的中央，黯淡的描繪整場事件的發生，在混亂的場景中失去方向的色彩則彷彿將畫中天使帶離了現實世界，將現實世界與上帝分開了。
雕刻家邦弗尼托·切利尼（Benvenuto Cellini）在1540年雕出了一個以海神波塞冬和安菲特里忒為題材的鹽瓶，也是瘦長的形狀和不自然的佈置。這被認為是手法主義的經典雕刻品。

## 風格主義建築

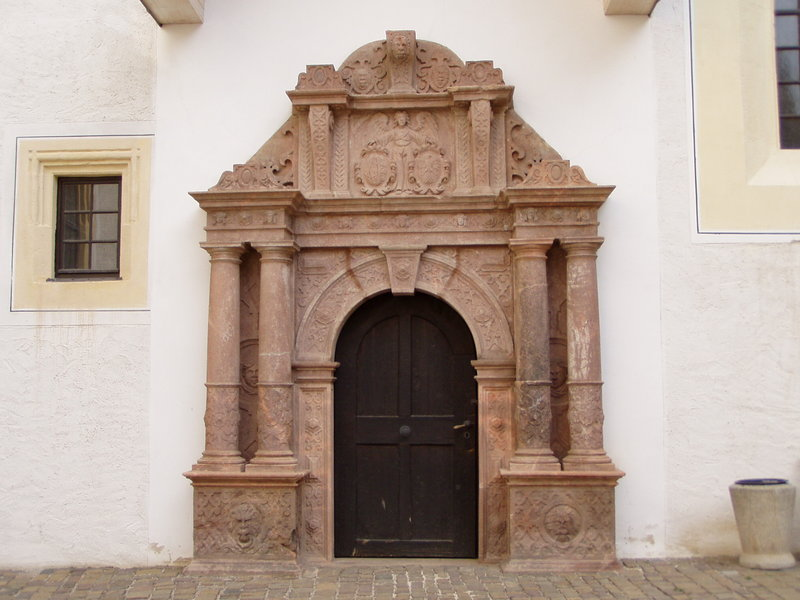
萨克森科尔迪茨城堡的這座大門，是「安特衛普手法主義」的代表作品。

建筑上的风格主义是文艺复兴晚期形式主义潮流中追求新颖尖巧的一种倾向（另一种倾向是教条主义，追求严格的古典形制）。風格主義建築的一個例子是位於羅馬郊區的法爾內塞別墅（Villa Farnese）。在16世紀雕刻匠大量的增加，使風格主義得以比以往的藝術風格流傳得更快；安特卫普是這一波快速增長的發展中心。「安特衛普手法主義」成為文艺复兴建筑的一種形式，廣泛流傳至英國、德國、北歐和東歐。科尔迪茨城堡的大門則是這種風格的北方形式，以大量的「羅馬式」裝飾品裝潢，與旁邊整片裝飾簡陋的牆壁相搭配，顯得非常突出。罗马的梅蒂奇别墅（Villa Medici）也是手法主义的典型代表。

## 深入閱讀
- John Shearman, 1967. Mannerism A classic summation.
- Franzsepp Würtenberger, 1963. Mannerism: The European Style of the Sixteenth Century (Originally published in German, 1962).
- Giuliano Briganti, 1962. Italian Mannerism (Originally published in Italian, 1961).